# 鬼平犯科帳
『鬼平犯科帳』（おにへいはんかちょう）は、池波正太郎による日本の時代小説。略称は鬼平。
『オール讀物』に連載された。実在の人物である火付盗賊改方長官・長谷川平蔵を主人公とする捕物帳で、同じ池波作である『剣客商売』『仕掛人・藤枝梅安』と並んで池波の代表作になっている。テレビドラマ化・映画化・舞台化・漫画化・テレビアニメ化されている。2021年2月時点で累計発行部数は3000万部を突破している。

## 概要
元々池波は後述のように、第1作発表以前から長谷川平蔵を主人公とする時代小説を書こうと考えていたが、諸般の事情で実現していなかった。
『オール讀物』1967年12月号に、長谷川平蔵が登場する単発物として「浅草・御厩河岸」が発表された時、担当編集者の花田紀凱に、池波が連載したい旨を伝えたところ、評判が良かったために次号から同誌の巻末を飾る作品としてシリーズ化された（単行本収録時には順番を入れ替えている）。「鬼平犯科帳」の題名が付されるようになったのは翌1968年1月号掲載の「唖の十蔵」からである。題名を考案したのは花田で、幾つかの案の中から、当時池波が属していた時代小説研究会「新鷹会」で評判になっていた森永種夫の『犯科帳』（岩波新書）から思いついてつけたものを池波が気に入り、この題名となった。当時同誌の編集長・杉村友一は、師の折口信夫の教えにより、折口が愛読していた野村胡堂の『銭形平次捕物控』のように、雑誌の巻末にあって『オール讀物』の顔となり、読み進んでも読者が失望しないような長期連載の作品が必要だと考えていた。「浅草・御厩河岸」の好評により、杉村は『鬼平犯科帳』の長期連載を池波に要望した。こうして、長期にわたる時代小説の連載が行われたのである。
なお、テレビ版製作にあたっては原作をドラマ化するのみに限り、小説を使い尽くしたらそこで打切るようにというのが作者の意向であった。
1968年には文藝春秋から最初の単行本が刊行された。全部で135作で、ほか番外編が1作ある。このうち5作が長編、残りの130作が短編作品である。未完に終ったのは最後の『誘拐』1作のみで、これは作者急逝のためである（「浪人　神谷勝平」の章、神谷が突き出されるように外に出るシーンで途切れ、「作者逝去のため未完」の文が添えられている）。現在は文春文庫に収められ、全24巻（新装版）で刊行されている。

## 発表まで
「鬼平犯科帳」がオール読物に連載される前から、池波は長谷川平蔵という人物に興味を持ち、史料を調べ、何度か小説にしている。池波自身の回想や西尾忠久らの調査を元に時系列にそって記すと、
- 1935年頃、当時勤務していた株屋の仕事で知り合った元盗賊の頭から色々な江戸時代の盗賊について話を聞く。
- 1948年、長谷川伸に弟子入りし、江戸時代の歴史や風俗について学ぶ。
- 1953年頃、長谷川の蔵書だった『寛政重修諸家譜』を読み、初めて長谷川平蔵という人物を知るが、この頃の自己の文章能力では書けないと思い、メモを作成して構想をねり続ける[注 2]。
- 1955年、諸家譜を古書店で入手する。20万円（大卒初任給が4万円程度だったので、現在の貨幣価値に直すと100万円程度か）。以前から欲しいと思っていた池波も覚悟を決めての購入であったようである。
- 1960年、直木賞受賞。この頃、長谷川平蔵が登場する小説「看板」[注 3]・『江戸怪盗記』や、徳川家康関係の忍者小説を多数執筆、各種雑誌に発表する。『孫子』の「用間篇」から、長谷川平蔵が元盗賊の密偵を使う捕物帳の構想を思いついたと推測される。また、徳川家康の家臣酒井忠次（酒井小平次）から脇役の「沢田小平次」を思いつく[注 4]。
- 1967年、『鬼平犯科帳』連載開始。
- 1969年10月7日、『鬼平犯科帳』テレビドラマ化。

後にドラマ化された際には1960年から書かれた、「鬼平外伝」といわれる一連の小説群も原作として同様に扱われた。これはドラマ化された時、『鬼平犯科帳』にまだドラマシリーズの原作として十分な量がなく、オリジナルの脚本を作る必要があったため、プロデューサーの市川久夫と池波の協議で決まったものである。ドラマ化された時には、池波が脚本に全て目を通し加筆したため、ドラマ脚本から原作小説に影響されることもあった。

## 時代背景
長谷川平蔵が火付盗賊改方長官であったのは1787年（天明7年）から1795年（寛政7年）まで。1783年（天明3年）の浅間山大噴火や折からの大飢饉による農作物の不作により、インフレが起こる。各地で打ち壊しが頻発し、世情は酷く不穏であった。田沼意次の失脚（1786年〈天明6年〉）を受けて1787年（天明7年）に松平定信が老中に就任。寛政の改革が始まったが、このような経済不安から犯罪も増加し、凶悪化していった。長谷川平蔵が火付盗賊改の長官となったのは同年10月である。
池波正太郎が資料を読み違えたため、目白台という、当時は江戸の外れだった地域に私宅を持つことになってしまった。そのため話の舞台と辻褄が合わなくなり、清水門の前に役宅を構えているという設定になった。

## 用語
作中では主に盗賊たちが「盗み」のことを「盗め（）」「おつとめ」「はたらき」などの言葉で表現する。これらの用語はほとんどが原作者の造語である。
盗みの三ヶ条
伝統的な「本筋・本格の盗人」（≒義賊）が守るべきこととされる掟で、「人を殺めぬこと、女を手込めにせぬこと、盗まれて難儀をする者へは手を出さぬこと」の三か条からなる。劇中ではこれを縮めた形として「殺さず、犯さず、貧しきからは盗らず」といったものもある。作品中ではこの掟を頑なに守る盗人や盗賊に対して、平蔵は比較的寛容な態度を見せる（例外として、妙義の團右衛門のように、盗みの三ケ条は守っているが、平蔵の密偵を惨たらしく殺害するような例には、平蔵は厳しく断じている）。
急ぎ働き
入念な準備をする伝統的な「盗み（お勤め）」ではなく、押し入って奪い、役人の管轄外などの他所へ素早く逃げるやり方。急ぎというだけあって手口は非常に荒っぽく、証拠隠滅のために殺生を伴う事が多い。現代の強盗（現代では5年以上の有期懲役）・強盗致死（現代でも死刑または無期懲役）に相当。作品中ではこの急ぎ働きや後述の畜生働きを行う盗賊（兇賊）に対しては、平蔵は即時に斬り捨てることも厭わないほどの厳しい態度を見せる。
畜生働き
商家などに押し入って、目撃者や証人になりうる者を皆殺し（口封じ『証拠隠滅』）にした上で行う盗みのこと。現代の強盗殺人（現代でも死刑または無期懲役）に相当。
独り働き
盗賊団に属さず、一人で盗み働きを行う者のこと。またはその盗み方。単独犯。
流れづとめ
依頼や紹介によって色々な盗賊団の下を移り渡る者のこと。またはその盗み方。流しの犯行。
鼠働き
大がかりな「盗み（お勤め）」とは対照的に、短時間で少額の窃盗を行うこと。盗人が小金稼ぎのために行うことが多いが、本格の盗人からは軽蔑される行為である。
狗（）
盗人稼業から足を洗いかつての盗賊仲間を「お上に売る」密偵（手先）を、盗賊たちが蔑んで言う言葉。狗であることが露見した密偵は殺害される危険性が高い。
口合人（）
独り働きや流れづとめの盗賊を需要に応じてあちこちの頭に斡旋する役目を負う者のこと。盗賊と盗賊を結びつけて人員を融通する斡旋人であり、それだけに顔も広く口も固い男でなければ務まらない。五郎蔵や宗平が「江戸には十人もいない」と言い切るほどの信頼第一の商売だが、多くは後述の嘗役を兼ねていたという。
引き込み
盗みに入る家の内部関係者となって、いざ決行となれば内から鍵を外し、仲間を引き入れる役目の者。奉公人や出入りの商人として、数年かけて押し込み先での信頼を得る。上記「盗みの三ヶ条」を遵守する伝統的な盗みには欠かせない役目で内通者。
誑（）しこみ
盗人が目をつけた家の男に対して色目を用いて近づき、金品の場所や家の間取りを調べる役目を負った女のこと。
逆の状態、つまり男が女に近づく場合は「牝誑（）し」という。
嘗役（）
盗みに入る商家などの内情を探る役目の者。財産や間取り、奉公人の数など事細かく調べ上げる。外部から調べを行なうので引き込みとは異なる。
また、複数の商家に関してこれらの情報をまとめた冊子は「嘗帳（）」と呼ばれており、内容によっては数千両の値で売買されることもある。
鍵師
盗み先の蔵などに掛っている錠前の合鍵を作成する職人。引き込みなどが事前に入手した蝋型を基に作業を行う。腕の良い鍵師には高額の報酬が出されることが多い。犯罪に関与するロックスミス。
盗人宿（）
盗賊団が隠れ家とする建物や商家のこと。商家に偽装している場合、真面目な商売をしている裏で盗人の寝泊りや盗品の保管を行っていることが多い。概ねは協力者の作ったアジトとなる。
盗み細工
盗賊やその協力者が大工となり、新築・改築中の建物に侵入するための細工を施すこと。壁の一部が一見それとわからない扉になっていたり、床下に抜け穴を施す等の方法がある。内通者によるバックドア作り。
繋ぎ
連絡を取り合ったり、伝言を届けること。「繋ぎをつける」ともいう。
遺し金（）
盗賊が引退後の貯えとして隠す金のこと。

## 書誌情報

### 小説

#### 単行本
- 池波正太郎 『鬼平犯科帳』 文藝春秋、全20巻
- 本編

1. 「鬼平犯科帳」1968年発行
2. 「兇剣」1969年発行
3. 「血闘」1970年発行
4. 「狐火」1971年発行
5. 「流星」1972年発行
6. 「追跡」1973年発行
7. 「密告」1974年発行
8. 「一本眉」1976年1月発行
9. 「五月闇」1976年7月発行
10. 「雲竜剣」1977年2月発行、ISBN 4-16-304150-8
11. 「影法師」1977年8月発行、ISBN 4-16-304410-8
12. 「鬼火」1978年6月発行、ISBN 4-16-304840-5
13. 「草雲雀」1978年11月発行、ISBN 4-16-305170-8
14. 「霧の朝」1979年12月発行、ISBN 4-16-305670-X
15. 「助太刀」1980年6月発行、ISBN 4-16-306000-6
16. 「春の淡雪」1982年4月発行、ISBN 4-16-306870-8
17. 「迷路」1984年3月発行、ISBN 4-16-307850-9
18. 「炎の色」1987年5月発行、ISBN 4-16-309620-5
19. 「誘拐」1990年7月発行、ISBN 4-16-311920-5

- 番外編

1. 「乳房」1984年11月発行、ISBN 4-16-308200-X

#### 文庫版
- 池波正太郎 『鬼平犯科帳』 文藝春秋〈文春文庫〉、全25巻
- 本編

1. 1974年発行
  - 「新装版」2000年4月7日発売[6]、ISBN 4-16-714253-8
2. 1975年発行
  - 「新装版」2000年4月7日発売[7]、ISBN 4-16-714254-6
3. 1975年発行
  - 「新装版」2000年4月7日発売[8]、ISBN 4-16-714255-4
4. 1976年発行
  - 「新装版」2000年5月10日発売[9]、ISBN 4-16-714256-2
5. 1978年5月発行、ISBN 4-16-714209-0
  - 「新装版」2000年5月10日発売[10]、ISBN 4-16-714257-0
6. 1978年12月発行、ISBN 4-16-714212-0
  - 「新装版」2000年5月10日発売[11]、ISBN 4-16-714258-9
7. 1980年2月発行、ISBN 4-16-714219-8
  - 「新装版」2000年6月9日発売[12]、ISBN 4-16-714259-7
8. 1980年10月発行、ISBN 4-16-714221-X
  - 「新装版」2000年6月9日発売[13]、ISBN 4-16-714260-0
9. 1981年3月発行、ISBN 4-16-714222-8
  - 「新装版」2000年7月7日発売[14]、ISBN 4-16-714261-9
10. 1981年11月発行、ISBN 4-16-714226-0
  - 「新装版」2000年7月7日発売[15]、ISBN 4-16-714262-7
11. 1982年5月発行、ISBN 4-16-714227-9
  - 「新装版」2000年8月4日発売[16]、ISBN 4-16-714263-5
12. 1983年1月発行、ISBN 4-16-714230-9
  - 「新装版」2000年8月4日発売[17]、ISBN 4-16-714264-3
13. 1983年3月発行、ISBN 4-16-714232-5
  - 「新装版」2000年9月1日発売[18]、ISBN 4-16-714265-1
14. 1983年7月発行、ISBN 4-16-714233-3
  - 「新装版」2000年9月1日発売[19]、ISBN 4-16-714266-X
15. 1985年8月発行、ISBN 4-16-714235-X
  - 「新装版」2000年10月6日発売[20]、ISBN 4-16-714267-8
16. 1987年1月発行、ISBN 4-16-714237-6
  - 「新装版」2000年10月6日発売[21]、ISBN 4-16-714268-6
17. 1988年10月発行、ISBN 4-16-714239-2
  - 「新装版」2000年11月10日発売[22]、ISBN 4-16-714269-4
18. 1989年9月発行、ISBN 4-16-714241-4
  - 「新装版」2000年11月10日発売[23]、ISBN 4-16-714270-8
19. 1990年10月発行、ISBN 4-16-714244-9
  - 「新装版」2000年12月8日発売[24]、ISBN 4-16-714271-6
20. 1991年4月発行、ISBN 4-16-714245-7
  - 「新装版」2000年12月8日発売[25]、ISBN 4-16-714272-4
21. 1991年4月発行、ISBN 4-16-714246-5
  - 「新装版」2001年1月10日発売[26]、ISBN 4-16-714273-2
22. 1992年1月発行、ISBN 4-16-714247-3
  - 「新装版」2001年1月10日発売[27]、ISBN 4-16-714274-0
23. 1993年2月発行、ISBN 4-16-714248-1
  - 「新装版」2001年2月9日発売[28]、ISBN 4-16-714275-9
24. 1994年1月発行、ISBN 4-16-714249-X
  - 「新装版」2001年2月9日発売[29]、ISBN 4-16-714276-7

- 番外編

1. 「乳房」2008年2月8月発売[30]、ISBN 978-4-16-714287-2

#### 池波正太郎作品集
1. 『鬼平犯科帳』1976年4月。

### 漫画

#### 単行本
- 池波正太郎（原作）/ さいとう・たかを（作画） / 久保田千太郎（脚色） 『鬼平犯科帳』 文藝春秋〈文春時代コミックス〉、既刊124巻（2025年4月16日現在）

#### 漫画・ワイド版
- 池波正太郎（原作）/ さいとう・たかを（作画） / 久保田千太郎（脚色） 『鬼平犯科帳』 リイド社〈SPコミックス〉、既刊63巻（2025年2月27日現在）

#### 漫画・文庫版
- 池波正太郎（原作）/ さいとう・たかを（作画） / 久保田千太郎（脚色） 『鬼平犯科帳』、リイド社〈SPコミックスインパクト〉、既刊77巻（2025年4月8日現在）

### 関連書籍
- 『池波正太郎 鬼平料理帳』（佐藤隆介編、文藝春秋、1982年） ISBN 4-16-714234-1 / （文春文庫、1984年） ISBN 4-16-714234-1
- 『「鬼平犯科帳」お愉しみ読本』（岩國哲人、江國滋、尾崎秀樹、佐藤隆介、縄田一男、西尾忠久ほか、文春文庫、1995年） ISBN 4-16-714252-X
- 『鬼平犯科帳の世界』（池波正太郎編、文春文庫、1990年） ISBN 4-16-714243-0
- 『別冊歴史読本 特別増刊 実録「鬼平犯科帳」のすべて』（新人物往来社、1994年）ISBN 4-404-02293-X
- 『鬼平犯科帳 盗賊指南』（岩國哲人監修、SUPER STRINGSサーフライダー21著、徳間書店、1996年） ISBN 4-19-860529-7
- 『「鬼平」に学ぶマネジメントのための三十章』（岩國哲人著、かんき出版、1997年） ISBN 4-7612-5653-2
- 『鬼平犯科帳の真髄』（里中哲彦、現代書館、1998年） ISBN 4-7684-6740-7 /（文春文庫、2002年） ISBN 4-16-765625-6
- 『鬼平を歩く』（西尾忠久監修、毎日ムックアミューズ編、光文社知恵の森文庫、2002年） ISBN 4-334-78196-9
- 『鬼平犯科帳人情咄 私と「長谷川平蔵」の30年』（高瀬昌弘、文春文庫、2003年11月） ISBN 4-16-765683-3
- 『鬼平犯科帳の人生論』（里中哲彦、文春文庫、2004年） ISBN 4-16-767917-5
- 『朗読CD 鬼平犯科帳』（朗読：古今亭志ん朝、日本音声保存 2005年2月） ISBN 4-901708-68-6

## 映画
『鬼平犯科帳 劇場版』
1995年11月18日公開。キャストは二代目中村吉右衛門以下、テレビシリーズの面々。対するゲストは大阪の元締白子の菊右衛門に藤田まこと、江戸の女盗賊の頭、荒神のお豊に岩下志麻。盗賊2代目狐火勇五郎には、ロックバンドツイストのボーカル世良公則。平蔵の息子辰蔵には、NHK連続ドラマ『春よ、来い』に出演した東根作寿英。

『鬼平犯科帳 血闘』
2021年3月12日に、帝国ホテルにて同じく池波原作の『仕掛人・藤枝梅安』と共同で製作発表が行われた。本作の監督を杉田成道、主演を十代目松本幸四郎がそれぞれ務める。2023年5月から6月にかけて映画、11月から12月にかけて連続シリーズをそれぞれ撮影し、2024年5月に映画公開と同時に連続シリーズの配信を開始予定。

## 舞台
鬼平犯科帳
1970年9月、帝国劇場
脚本・演出：榎本滋民
長谷川平蔵：八代目松本幸四郎、おふさ：山田五十鈴、お富：浜木綿子、岸井左馬之助：二代目中村又五郎、木村忠吾：二代目中村吉右衛門
『鬼平』の初舞台作品。初代中村吉右衛門17回忌追善公演の一つとして上演された。「本所・桜屋敷」「女掏摸お富」「お雪の乳房」3話を一つにしたもの。
狐火
1971年4月、明治座
池波正太郎作・演出
長谷川平蔵：八代目松本幸四郎 → 二代目中村吉右衛門（再演以降）
演出を若干変更して、1990年2月歌舞伎座で再演、2009年5月新橋演舞場で再々演。
鬼平犯科帳 狐火
1978年11月、明治座
池波正太郎作・演出
長谷川平蔵：高橋英樹、おまさ：宮園純子
本所・桜屋敷
1991年2月、新橋演舞場
長谷川平蔵：二代目中村吉右衛門、相模の彦十：三代目江戸家猫八
五年目の客
1992年2月、新橋演舞場
お吉：波乃久里子、関宿の利八：国広富之
「五年目の客」「山吹のお勝」2話を一つにしたもの。原作では逃げ延びるお勝と関宿の利八が、本作では殺される。
むかしの女
1993年2月、新橋演舞場
蓑火の喜之助：二代目中村又五郎、岸井左馬之助：五代目中村富十郎
平蔵が今は落ちぶれた昔の女おろくと再会する代表作「むかしの女」に「老盗の夢」を絡ませている。1994年6月に京都南座で再演。
炎の色
1994年2月、新橋演舞場
おまさ：波乃久里子、お園：藤山直美
長編「炎の色」と「隠し子」2話を一つにしたもの。
血闘
1995年3月、新橋演舞場
おまさ：水谷良重、五郎蔵：四代目市川左團次
「鯉肝の里」「むかしの男」「血闘」3話を一つにしたもの。1995年6月に京都南座で再演。
大川の隠居
2007年5月、新橋演舞場
長谷川平蔵：二代目中村吉右衛門、船頭友五郎：五代目中村歌六
2008年4月に名古屋御園座で再演。
2010年6月に博多博多座で再々演。

## 漫画
さいとう・たかを作画・久保田千太郎の脚色による劇画。『コミック乱』（リイド社）より1993年から連載されており、リイド社、文藝春秋より単行本が発行されている。
基本的に原作に忠実であるが、中には「盗賊婚礼」のように原作と大きく異なる作品もある（2代目傘山の弥兵衛が本格の盗賊ではない、鳴海の繁蔵と瓢箪屋勘助が同一人物である、など）。連載が進むにつれ『鬼平』以外の池波作品からの借用などのオリジナルストーリーも加わっている。話数カウントは「仕置きの○」。
連載開始以来、一度も休載していなかったが2019年9月号で初の休載。理由は乱編集部で準備した脚本を元に制作を始めるも、さいとうが既に劇画化済み話と酷似していることを指摘、調べたところ2016年11月号掲載の第275話「闇は知っている」（原案は同名の作品）と内容が酷似することが判明、この段階で脚本制作が遅れており締切までに間に合わず代わりの脚本なかったことから休載に至った。
セガ・インタラクティブのアーケードゲーム『戦国大戦』Ver.3.1にてコラボレーションされ、先祖の長谷川正長を鬼平のモデルにしたカードが存在する。

## テレビアニメ
『鬼平（）』のタイトルで、2017年1月より4月まで放送された。アニメーション制作はスタジオM2、制作はトムス・エンタテインメント、監督とキャラクターデザインは宮繁之が担当。本作が池波作品の初アニメーション化となる。どの原作を用いるかは、全13話のサブタイトルを放送の約1か月前に公開する形で、あらかじめ発表している。
同年2月にはテレビアニメ版のソフト発売に先立ち、特別版OVA『鬼平〜その男、長谷川平蔵〜』が発売。ある青年が鬼平を取り巻く人物たちにその魅力を聞くという仮想ドキュメント風の映像が展開し、テレビアニメ版をナビゲートする役割を担うものとなる。
2017年8月25日に全13話を収録したBlu-ray BOXおよびDVD BOXが発売した。

### 声の出演

#### 主人公
- 長谷川平蔵[鬼平] - 堀内賢雄[302]

#### 平蔵の家族
- 長谷川辰蔵 - 浪川大輔[302]
- 長谷川久栄 - 岩男潤子[302]
- お順 - 千本木彩花[302]
- 親英 - 森功至 (久栄の父、平蔵の岳父)

#### 平蔵に仕える者たち
- おまさ - 朴璐美[302]、武隈史子（幼少時代）
- 木村忠吾 - 岡本信彦[302]
- 佐嶋忠介 - 水内清光[302]
- 酒井祐助 - 浜田賢二[302]
- 小柳安五郎 - 木内秀信[302]
- 相模の彦十 - 飯塚昭三[302]
- 小房の粂八 - 細谷佳正[302]

#### 平蔵の親友
- 岸井左馬之助 - 田中秀幸[302]

### スタッフ
- 原作 - 池波正太郎（文春文庫 刊）
- 監督・キャラクターデザイン - 宮繁之
- 美術監督 - 秋葉みのる
- 色彩設計 - 西香代子
- 撮影監督 - 宮田崇弘
- 編集 - 木村佳史子
- 3DCG監督 - 難波克毅
- 音響監督 - 三間雅文
- 音楽 - 田中公平、川村竜
- 音楽制作 - トムス・ミュージック
- プロデューサー - 長谷川良太、楠美詩織、澤尚志、杉浦綾香
- アニメーションプロデューサー - 橋本信太郎
- クリエイティブプロデューサー - 丸山正雄
- アニメーション制作 - スタジオM2
- 制作 - トムス・エンタテインメント
- 製作 - 「TVシリーズ鬼平」製作委員会

### 主題曲
オープニングテーマ「鬼平〜江戸を走る〜」
作曲・編曲 - 田中公平
エンディングテーマ「そして・・生きなさい」
作詞 - 荒木とよひさ / 作曲・ストリングスアレンジ - 田中公平 / 編曲 - 川村竜 / 歌 - 由紀さおり

### 各話リスト
| 話数     | サブタイトル       | 脚本     | 絵コンテ   | 演出                          | 作画監督                                                                                      | 料理 作画監督 | プロップ デザイン |
| -------- | ------------------ | -------- | ---------- | ----------------------------- | --------------------------------------------------------------------------------------------- | ------------- | ----------------- |
| 第一話   | 血頭の丹兵衛       | あべ美佳 | 宮繁之     | 波多正美                      | Kim Eun-sun                                                                                   | -             | 内田裕 森木靖泰   |
| 第二話   | 本所・桜屋敷       | 村越繁   | 矢野博之   | 吉村文宏                      | 内田裕                                                                                        | 森木靖泰      | 内田裕 森木靖泰   |
| 第三話   | 暗剣白梅香         | 稲本達郎 | 於地紘仁   | 又野弘道                      | 小山知洋                                                                                      | 森木靖泰      | 岩畑剛一          |
| 第四話   | 血闘               | 稲本達郎 | 矢野博之   | 前園文夫                      | 谷口繁則、今泉竜太、齋藤樹里 野村美織、渡辺一平太                                             | 森木靖泰      | 岩畑剛一          |
| 第五話   | 谷中・いろは茶屋   | 水上清資 | 西村聡     | Kim Min-sun                   | Kim Eun-sun、Kim Seok-young Eom Ik-hyun                                                       | -             | 岩畑剛一          |
| 第六話   | 盗法秘伝           | 稲本達郎 | 波多正美   | 吉村文宏                      | 瀬谷新二、中村路之将 興村忠美、千葉茂                                                         | -             | 森木靖泰          |
| 第七話   | 瓶割り小僧         | 稲本達郎 | 長岡康史   | 殿勝秀樹 波多正美 Kim Min-sun | Kim Eun-sun Kim Seok-young Eom Ik-hyun                                                        | 森木靖泰      | 森木靖泰          |
| 第八話   | 大川の隠居         | 加藤綾子 | 長岡康史   | 西田健一                      | 内田裕、竹内杏子                                                                              | -             | 森木靖泰          |
| 第九話   | わかれ道           | 水上清資 | 神志那弘志 | 鈴木卓夫                      | 谷口繁則、野村美織、今泉竜太 渡辺一平太、齋藤樹里 佐藤弘明、へばらぎ                          | -             | 森木靖泰          |
| 第十話   | 泥鰌の和助始末     | 稲本達郎 | 清水洋     | 山口美浩 鈴木卓夫             | 中村路之将、内田裕、興村忠美 千葉茂、手島勇人、野田道子                                       | 森木靖泰      | 森木靖泰          |
| 第十一話 | むかしの男         | 加藤綾子 | 平尾隆之   | 佐々木達也                    | 金容植、park hwan su lee gio、山﨑輝彦、佐藤このみ 桜井このみ、南伸一郎、飯塚葉子             | -             | 森木靖泰          |
| 第十二話 | あきれた奴         | あべ美佳 | 島崎奈々子 | 波多正美 Kim Min-sun          | Kim Eun-sun、Kim Seok-young Eom Ik-hyun                                                       | 森木靖泰      | 森木靖泰          |
| 第十三話 | 狐火               | 稲本達郎 | 宮繁之     | 吉村文宏                      | 内田裕、中村路之将、興村忠美 千葉茂、野田道子、上杉遵史 久松沙紀、佐藤このみ 立石大典、宮繁之 | -             | 森木靖泰          |
| OVA      | その男、長谷川平蔵 | あべ美佳 | 宮繁之     | -                             | Um Ik Hyeon、Jang Gil Yong ふくだのりゆき                                                     | -             | -                 |

### 放送局・配信
| 放送期間               | 放送時間                     | 放送局               | 対象地域       | 備考                     |
| ---------------------- | ---------------------------- | -------------------- | -------------- | ------------------------ |
| 2017年1月10日 - 4月4日 | 火曜 2:05 - 2:35（月曜深夜） | テレビ東京           | 関東広域圏     |                          |
|                        |                              | テレビ北海道         | 北海道         |                          |
|                        |                              | テレビ愛知           | 愛知県         |                          |
|                        | 火曜 2:30 - 3:00（月曜深夜） | TVQ九州放送          | 福岡県         |                          |
| 2017年1月13日 - 4月7日 | 金曜 2:10 - 2:40（木曜深夜） | テレビせとうち       | 岡山県・香川県 |                          |
| 2017年1月15日 - 4月9日 | 日曜 2:30 - 3:00（土曜深夜） | テレビ大阪           | 大阪府         |                          |
|                        | 日曜 23:30 - 月曜 0:00       | 時代劇専門チャンネル | 日本全域       | 制作参加 CS放送 字幕放送 |

| 配信期間               | 配信時間                  | 配信サイト             | 備考                                             |
| ---------------------- | ------------------------- | ---------------------- | ------------------------------------------------ |
| 2017年1月10日 - 4月4日 | 火曜 2:35（月曜深夜）更新 | Amazonプライム・ビデオ | 厳密には「テレビ東京での放送終了後に配信」する形 |

## ラジオ

### ウェブラジオ
『堀内賢雄の鬼平ラジオ』は、2017年1月7日から4月8日まで公式サイトにて土曜0時に配信された番組。出演は長谷川平蔵役の堀内賢雄、パーソナリティは清水理沙。
| テレビ東京 火曜 2:05 - 2:35（月曜深夜）枠                | テレビ東京 火曜 2:05 - 2:35（月曜深夜）枠 | テレビ東京 火曜 2:05 - 2:35（月曜深夜）枠 |
| 前番組                                                   | 番組名                                    | 次番組                                    |
| -------------------------------------------------------- | ----------------------------------------- | ----------------------------------------- |
| プレミアMelodiX! ※音楽番組 - 2:50 - 3:20に繰り下げて継続 | 鬼平                                      | おそ松さん （再放送）                     |

### ラジオ
KBS京都ラジオにおいて「松本幸四郎の鬼平ラジオ」を2024年4月～松本幸四郎とプロデューサーがレギュラーのラジオパーソナリティとして出演。鬼平の同心役のゲストも出演していた。2025年7月2日(水)　18:00～19:00　「天壇プレゼンツ 松本幸四郎の鬼平ラジオ リターンズ～新作公開スペシャル！」として放映予定。

### ラジオドラマ
ニッポン放送において、ラジオドラマ「鬼平犯科帳 本所・桜屋敷」を制作。2025年　6月30日（月）22：00～
出演：松本幸四郎 市川染五郎 本宮泰風 浅利陽介 山田純大 久保田悠来　阿佐辰美 菊池日菜子 原沙知絵 山口馬木也

## 朗読
時代劇専門チャンネルでは『朗読 鬼平犯科帳』として、イラストとともに原作を朗読する番組を放送している。主な語り手はアナウンサーの野間脩平。一回の放送は10分間程度であり、一話を数回に分けて放送する。放送時間は毎週日曜 9:48 - 10:00、再放送は同日 17:48 - 18:00、平日 16:50 - 17:00だが、平日は直前の番組の影響で放送されないこともある。ゲストとして黒木瞳（スペシャル「5年目の客」）や池上季実子（28話「敵」）などが登場する話もある。
また、商品としては橋爪功・二木てるみ版、古今亭志ん朝版、神谷尚武版、安原義人版が発売されている。